# Karl Heinrich Heydenreich
Karl Heinrich Heydenreich est un poète, philologue et philosophe allemand, né à Stolpen (électorat de Saxe) le 18 février 1764, mort à Burgwerben, village de Weissenfels, le 29 avril 1801. 

## Biographie
Il avait manifesté, au sortir de l'enfance, des goûts assez prononcés pour la poésie et la linguistique, qu'il abandonna pour occuper, à l'âge de vingt-cinq ans, une chaire de philosophie à l'université de Leipzig. Il débuta dans la science par le système de Spinoza, qui commençait à préoccuper de nouveau l'opinion dans les universités d'Allemagne. Mais Kant venait de s'emparer inopinément de l'attention générale le professeur de Leipzig se fit son disciple. Il quitta sa chaire en 1798. Ses travaux avaient ruiné sa santé, qui n'était pas robuste, et il s'éteignit obscurément à la fleur de l'âge. 

## Œuvres
On a de lui :
- Essai d'une appréciation de la preuve de l'immortalité de l’âme qui se fonde sur l'amour de la perfection (Leipzig, 1785, in-8°) ;
- La Nature et Dieu, d'après Spinoza (Leipzig, 1789, in-8°) ;
- Essai sur l'origine et la valeur des règles en matière de sentiment et d'imagination (1788) ;
- Système d'esthétique (Leipzig, 1790, in-8°) ;
- Considérations sur la philosophie de la religion naturelle (Leipzig, 1791, 2 vol. in-8°) ;
- Principes de la théologie morale, avec des applications à l'éloquence et à la poésie religieuses (Leipzig, 1792) ;
- Introduction encyclopédique à l'étude de la philosophie (Leipzig, 1793, in-8°) ;
- Idées originales sur les objets les plus intéressants de la philosophie (Leipzig, 1793-1795, 3 vol. in-8°) ;
- Introduction à la philosophie morale, d'après les principes de la raison pure (Leipzig, 1794, in-8°) ;
- Système de droit naturel d'après les principes de la philosophie critique (Leipzig, in-8°) ;
- La Sainteté de l’État et la moralité de la révolution (Leipzig, 1791, in-8°) ;
- Principes du droit naturel dans ses rapports avec l’État (Leipzig, 1795, in-8°) ;
- Lettres sur l'athéisme ;
- De la misère de l'homme (Leipzig, 1796, in-8°) ;
- Explication philosophique de la superstition (Leipzig, 1798, in-8°) ;
- L'homme et la femme (Leipzig, 1798, in-8°).

Heydenreich avait encore publié quelques opuscules en latin, une traduction de l’Histoire critique des révolutions opérées dans la philosophie, de Buonafede, et une autre des Pensées de Pascal. Il avait collaboré à un grand nombre de recueils périodiques, et enfin on a de lui un ouvrage posthume intitulé : Considérations sur la dignité de l'homme, d'après les principes de la philosophie morale et religieuse de Kant (Leipzig, 1802, in-8°).